# Olivier Guillot
Pour les articles homonymes, voir Guillot.
Olivier Guillot, né le 3 avril 1932 à Paris et mort le 17 août 2023 à Château-Gontier, est un historien français.
Médiéviste, il est spécialiste de l'histoire du droit et des institutions du haut Moyen Âge.

## Biographie

### Jeunesse et formation scientifique
Olivier Guillot est né en 1932 dans le 14e arrondissement de Paris. Il est le fils d'un professeur de faculté en pharmacie. Il fait des études de droit. Il est diplômé de l'Institut d'études politiques de Paris, section service public en 1957. Il prépare une thèse d'État en histoire du droit sous la direction de Jean-François Lemarignier tout en assistant celui-ci dans ses cours à la faculté de droit de Paris. Il soutient sa thèse intitulée Le Comte d'Anjou et son entourage au XIe siècle à l'université Paris-II en 1969. Il est reçu à l'agrégation d'histoire du droit la même année.

### Carrière scientifique et professionnelle
Olivier Guillot fut professeur des facultés de droit de l'université de Limoges et de l'université de Rouen. En 1979, il succéda à son maître Jean-François Lemarignier à la chaire d'histoire des institutions médiévales de l'université Paris IV Sorbonne perpétuant l'exception instituée par Jean-François Lemarignier, seul juriste à enseigner à Paris IV Sorbonne, faculté de lettres. Il enseigna à Paris IV Sorbonne jusqu'à sa retraite en juin 2000. Il a également enseigné l'histoire médiévale à l'université catholique de l'Ouest à Angers, à partir de 1980, et, à l'Institut catholique d'études supérieures (ICES) de La Roche-sur-Yon, après sa retraite. En 2013, il préside le Centre vendéen de recherches historiques.
Assez peu considéré en France en raison de sa situation marginale — juriste enseignant dans une faculté de lettres — Olivier Guillot noua de solides amitiés avec des historiens étrangers, allemands, Karl Ferdinand Werner, Dietrich Lohrmann, anglo-saxons, Giles Constable, George Beech voire italiens. Il participa à de nombreux colloques à l'étranger et notamment à plusieurs reprises aux Settimane (semaines) d'études organisées à Spolète par le centre d'étude sur le haut Moyen Âge (centro di studi sull'alto medioevo, centre d’études sur le Moyen Âge)

## Travaux
Les recherches d'Olivier Guillot ont eu pour point de départ l'Anjou du XIe siècle, sujet de sa thèse. Il dégagea notamment deux axes d'étude qui allaient marquer toutes ses recherches ultérieures.
D’une part, il étudia à partir du personnage de Geoffroy Martel, comte d'Anjou dans la seconde moitié du XIe siècle, la notion de princeps. Remarquant que Geoffroy Martel était le premier comte d'Anjou à prendre le titre de princeps, il réfléchit à la signification de cette titulature et montra que Geoffroy Martel n'exerçait pas sa domination par le seul pouvoir de ban mais aussi par l'intermédiaire de prières (orationes) auxquelles, en raison de sa qualité de princeps, les seigneurs de sa principauté obéissaient volontairement dans le principe, mais dans les faits de manière obligatoire.
D’autre part, s'intéressant aux prémices de la réforme grégorienne en Anjou, Olivier Guillot fut amené à souligner le rôle fondateur d'un abbé réformateur trop méconnu, Albert de Marmoutier qui avait en quelque sorte anticipé la solution plus tard apportée par Yves de Chartres à la querelle des investitures en établissant une distinction inspirée par saint Paul entre l’interius et l’exterius.
L’œuvre ultérieure d'Olivier Guillot fut marquée par la volonté d'approfondir l'étude de ces concepts en remontant en amont vers le haut Moyen Âge et l'Antiquité tardive.
Olivier Guillot s'est ainsi intéressé à la conversion des Normands après 911 montrant comment celle-ci avait été difficile et progressive contrairement à ce que pouvait laisser croire l'historiographie ultérieure et notamment Dudon de Saint-Quentin au XIe siècle. Olivier Guillot exhuma des lettres du pape Jean X à l'archevêque Hervé de Reims et de ce-dernier à l'archevêque de Rouen prêchant une certaine modération envers des Normands qui, après leur conversion, reprenaient leurs pratiques païennes antérieures. Pour Olivier Guillot, il ne fait pas de doute que cette modération prêchée par le souverain pontife — qui s’inscrit d'ailleurs dans une longue tradition puisque le pape Grégoire le Grand préconisait déjà une attitude semblable envers les Angles a contribué au succès de l'entreprise de conversion.
Olivier Guillot s'est ensuite intéressé à la notion de princeps à l'époque carolingienne et plus particulièrement à l'époque de Louis le Pieux. Il a contribué à la réhabilitation du fils de Charlemagne maltraité par l'historiographie classique qui l'avait affublé du surnom peu élogieux de Louis le Débonnaire. Il fut l'un des rares français à contribuer aux côtés d'historiens principalement anglo-saxons et allemands au volume consacré au fils de Louis le Pieux (Charlemagne's heir) qui modifia l'image traditionnelle de ce prince. Sa contribution consistait en une longue étude d'un texte qu'il jugeait fondamental, l'ordinatio de 823-825, dans laquelle l'empereur exhorte chacun de ses sujets de prendre sa part du ministère impérial.
Olivier Guillot a ensuite étudié les fondements politiques de la Francie occidentale au Xe siècle. Il a tout d'abord montré les difficultés qu'a connu le roi Eudes de France pour accéder au pouvoir et s'y maintenir. Il n'a pu accomplir cela, après le sacre de Charles le Simple, qu'au prix de concessions importantes octroyées à deux des plus puissants seigneurs de Francie: le duc d’Aquitaine, Guillaume le Pieux et le duc de Bourgogne, Richard le Justicier. Ces deux seigneurs avaient été à l'origine des deux principautés territoriales d'Aquitaine et de Bourgogne. Au contraire, Olivier Guillot soulignait que les nombreux honores détenus par les Robertiens ne constituaient pas une principauté territoriale car leur détenteur devait recevoir l'investiture royale. C'est d'ailleurs le retard mis par le roi Lothaire à l'investiture d'Hugues Capet qui explique en partie la dislocation de la puissance territoriale robertienne au milieu du Xe siècle. Cela explique aussi que Hugues Capet contrairement à son père Hugues le Grand — qui avait toujours refusé la royauté — choisit de devenir roi. Cette accession d'un "grand" à la fonction royale favorisa, selon Olivier Guillot, l'hérédité des honores.
Il convient ici d'exposer la position d'Olivier Guillot dans la querelle historiographique sur la mutation de l'an mil. Tout comme Jean-Pierre Poly et Éric Bournazel, Olivier Guillot croit à la mutation de l'an mil dont l'existence a été contestée par Dominique Barthélemy. Olivier Guillot donne à cette mutation un contenu essentiellement juridique. Pour lui, la rupture consiste essentiellement dans la reconnaissance par Hugues Capet de l'hérédité des honores qui avait toujours été refusée par les Carolingiens — Olivier Guillot a consacré une volumineuse étude à réfuter l'idée communément admise selon laquelle le capitulaire de Quierzy de 877 instituerait l'hérédité des honores.
Remontant toujours le temps, Olvier Guillot s'est intéressé à la notion de princeps à l'époque mérovingienne. Il s'est notamment attaché à montrer les fondements romains du pouvoir de Clovis, perceptibles lors du quinzième centenaire de son baptême, mais aussi bien dans la lettre que lui adresse Saint Remi, évêque de Reims au moment de son accession au trône, ainsi que dans le titre de consul qu'il reçoit à Saint-Martin de Tours après sa victoire contre les Wisigoths.
Olivier Guillot est enfin l'auteur d'une biographie remarquée de saint Martin, parue en 2008.

## Publications
- Le comte d'Anjou et son entourage, Paris, A. et J. Picard, 1972. (thèse d'histoire du droit) prix Gobert 1973 de l’Académie des inscriptions et belles-lettres
- Pouvoirs et institutions dans la France médiévale, tome 1, Des origines à l'époque féodale (en collaboration avec Yves Sassier), Paris, Armand Colin, 1994. Collection U. Histoire médiévale. (2e édition, 1996, 3e édition 1999)  (ISBN 2-20025072-X) (3e éd.)
- Hugues Capet et les premiers Capétiens, Paris, Tallandier, 2002, 159 p., La France au fil de ses rois  (ISBN 2-235-02319-3)
- Arcana imperii, Recueil d'articles, Limoges, PULIM, 2003, 597 p. Cahiers de l'Institut d'anthropologie juridique, 10  (ISBN 2-84287-273-8)
- Arcana imperii, II, préface de Jean FAVIER, Limoges, PULIM, Cahiers de l'Institut d'Anthropologie juridique, 23, 2010, 600 p.  (ISBN 978-2-84287-511-4)
- Arcana imperii, III, préface de Jacques KRYNEN, Limoges, PULIM, Cahiers de l'Institut d'Anthropologie juridique, 24, 2010, 400 p.  (ISBN 2-84287-512-5)
- Saint Martin, apôtre des pauvres, Fayard, 2008  (ISBN 9782213634159)